# Chauvetova jeskyně

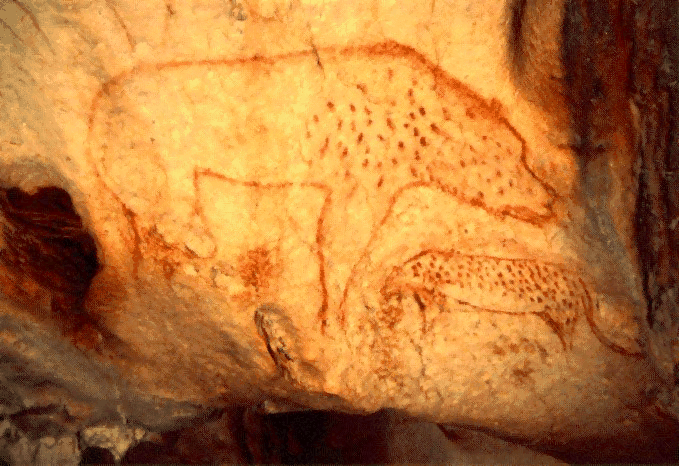
Hyena

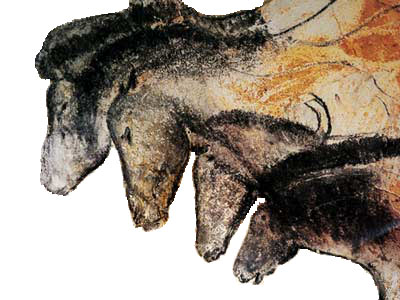
Koně

Chauvetova jeskyně [šóvetova] je naleziště jeskynních maleb z období svrchního paleolitu (aurignacien). Jejich stáří se odhaduje na 30 až 32 000 let a patří tak k nejstarším vůbec.

## Popis
Jeskyně leží v jižní Francii u obce Vallon-Pont-d’Arc, asi 70 km severně od Nîmes, ve vápencovém útesu nad bývalým korytem řeky Ardèche. V kraji je sice řada archeologicky významných jeskyní, Chauvetova jeskyně je ale mimořádně veliká, malby zvířat mají vynikající úroveň a jsou velmi dobře zachované. Na více než sto kresbách a malbách je zachyceno nejméně 13 druhů zvířat, včetně jeskynních hyen, medvědů, lvů a levhartů. V některých případech jsou zvířata zachycena v pohybu nebo tvoří skupiny. Vedle toho je v jeskyni množství geometrických kreseb, linek a bodů. Kromě maleb se v jeskyni nalezly i další předměty a stopy lidské činnosti, například černý nános od sazí z pochodní, jimiž se v jeskyni svítilo, otisky dětských rukou a dále stopy medvědů a množství kostí.

## Historie
Jeskyně je pojmenována po speleologovi Jean-Marie Chauvetovi, který ji roku 1994 se dvěma kolegy, Eliette Brunel-Deschampsovou a Christianem Hillairem objevil a roku 1996 popsal. Datování bylo zpočátku předmětem odborných sporů, radiokarbonová metoda datování ale ukázala, že malby skutečně pocházejí z doby před více než 30 tisíci lety, další stopy jsou o několik tisíciletí mladší. Speleologický výzkum ukázal, že před nějakými 25 tisíci let byl vchod do jeskyně uzavřen sesuvem půdy, čímž se vysvětluje nepřítomnost mladších stop. Aby se předešlo poškození maleb návštěvníky, jak se stalo v Lascaux, je jeskyně pro veřejnost uzavřena. V blízkosti jeskyně byla pro návštěvníky vybudována její kopie, která byla slavnostně otevřena 25. dubna 2015.